# Olivier Kahn
Olivier Kahn (* 13. September 1942 in Paris; † 8. Dezember 1999 ebenda) war ein französischer Chemiker.

## Leben
Olivier Kahn, ein Sohn des jüdischen Philosophen Jean Kahn-Dessertenne, wurde an der École nationale supérieure de chimie de Paris zum Ingenieur ausgebildet. Er arbeitete dort auf dem Gebiet der Organometallchemie und schloss dort seine Doktorarbeit ab. Nach zwei Postdoc-Tätigkeiten wurde er Experte auf dem Gebiet der Spektroskopie der Übergangsmetalle an Universität Paris-Süd in Orsay. Er wurde zum Mitbegründer des Fachgebiets „Molekularer Magnetismus“.
Er wurde von mehreren Universitäten zum Ehrendoktor ernannt. Eine Ausgabe der Inorganica Chimica Acta wurde ihm gewidmet und der Olivier Kahn International Award nach ihm benannt. 1993 erhielt er gemeinsam mit Philipp Gütlich (Universität Mainz) den Max-Planck-Forschungspreis. 1987 wurde er korrespondierendes Mitglied der Académie des sciences.
Kahn war der Bruder des Journalisten Jean-François Kahn sowie des Genetikers Axel Kahn.

## Schriften (Auswahl)
- Molecular Magnetism, 1993.